# Pölle 55 (Quedlinburg)

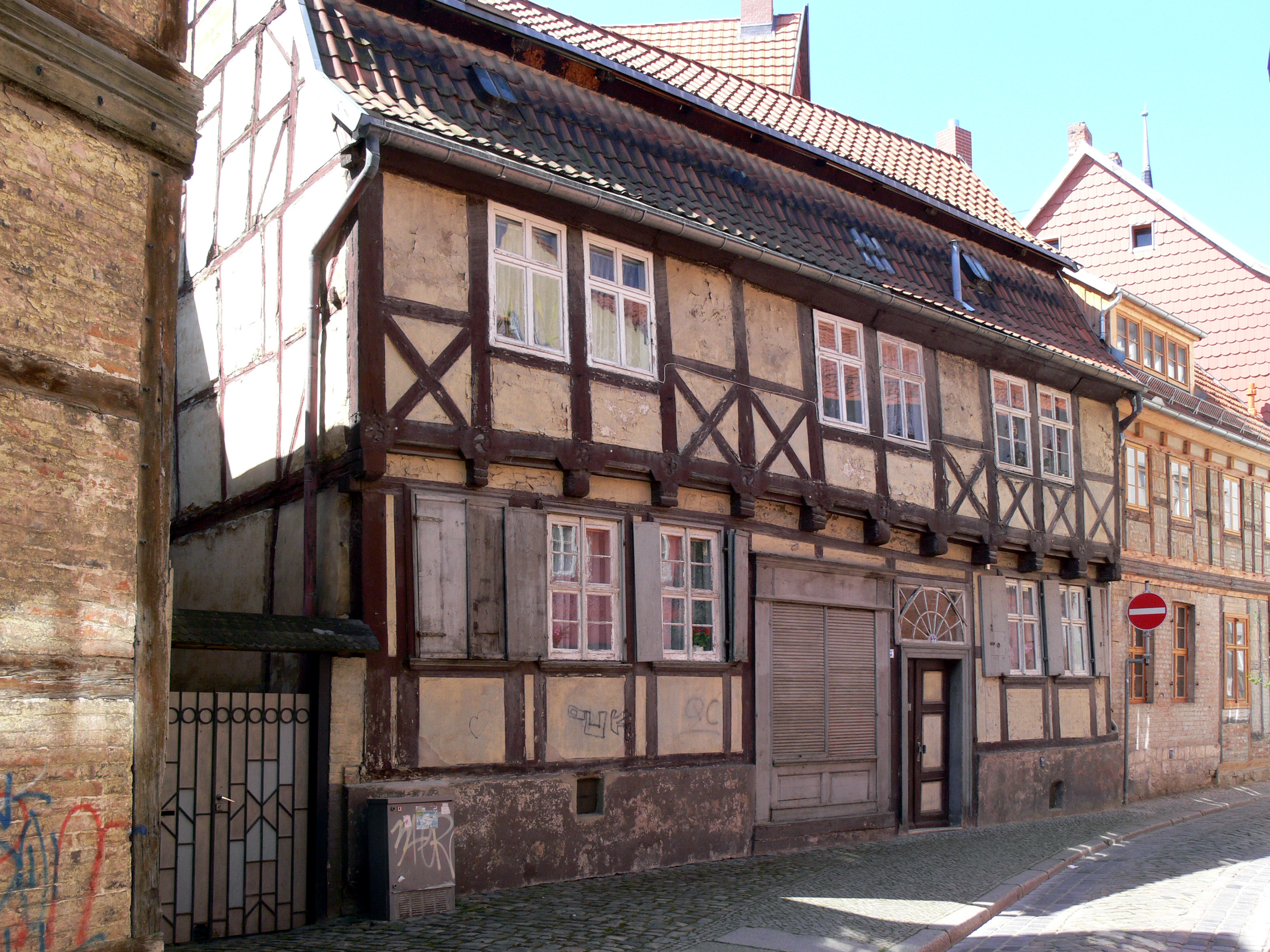
Pölle 55

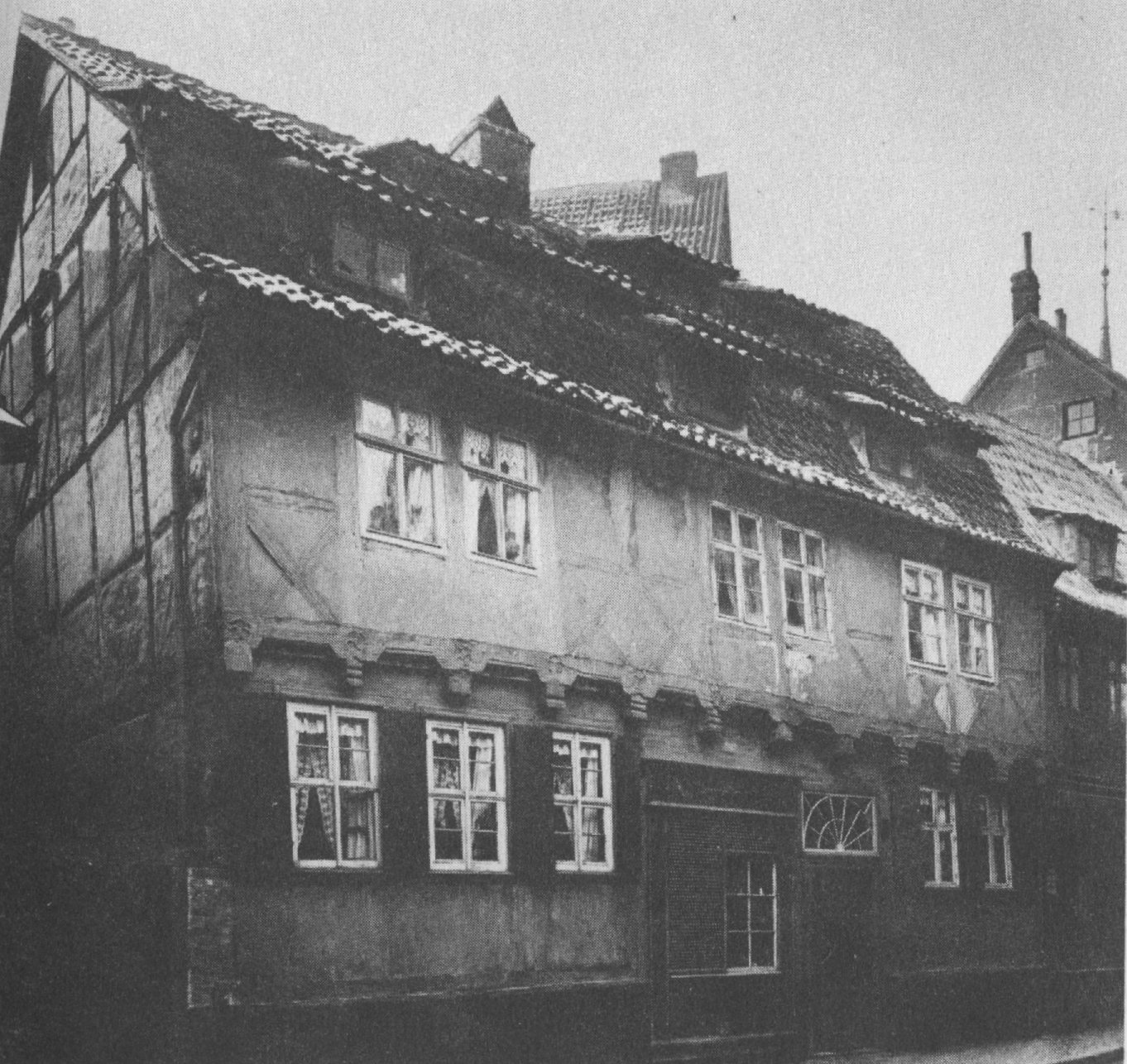
Das Haus Pölle 55 auf einer Aufnahme um 1900

Das Haus Pölle 55  ist ein denkmalgeschütztes Gebäude in der Stadt Quedlinburg in Sachsen-Anhalt.

## Lage
Es befindet sich südöstlich des Marktplatzes der Stadt und gehört zum UNESCO-Weltkulturerbe. An der Südseite des Hauses verläuft der Mühlengraben. Es ist im Quedlinburger Denkmalverzeichnis als Wohnhaus eingetragen.

## Architektur und Geschichte
Das zweigeschossige Fachwerkhaus entstand in der Zeit um 1500. Die Fachwerkfassade weist spätgotische Zierelemente wie Birnstabbalkenköpfe, Trapezfries, Andreaskreuze sowie Kerbschnittmedaillons mit Fischblasen- und Vierpassmotiven auf. Das Erdgeschoss und das Mansarddach wurden im 18. Jahrhundert erneuert. Die zum Mühlengraben zeigenden Hofseite des Erdgeschosses ist als Quadermauerwerk ausgeführt. Die Haustür entstand um 1820.